# باشگاه فوتبال اتلتیک بیلبائو بی
بیلبائو اتلتیک یا با نام رسمی اتلتیک بیلبائو بی (اسپانیایی: Athletic Bilbao B‎) تیم دوم باشگاه فوتبال اتلتیک بیلبائو است. این تیم توانسته ۱۴ بار در سگوندا دیویژن شرکت کند.